# Deáky Gedeon
Deáky Gedeon (Kömlőd, 1785. április 27. – Nagysalló, 1835. október 31.) református lelkész.

## Élete
Deáky Ferenc és Rósa Judit fia. Tanulmányait Debrecenben kezdte és Pápán végezte, ahol 1808-ban senior is volt; azután nevelő volt id. Péli Nagy András barsi segédgondnok házánál, hol nyolc évig működött. Ezen idő alatt Bajkán és Pozsonyban lakott és több katolikus főpappal, különösen Jordánszky kanonokkal ismerkedett meg, kinek buzdítására irta munkáit. 1817-ben nagysarlói lelkész lett. Irodalmi munkásságánál fogva a katolikus klerus előtt kegyben állott és Rudnay hercegprimás körútja alkalmával személyesen meglátogatta roskadt és szűk paplakában. Ekkor nyerte Nagysarló, Deáky kérésére, a szép kiterjedésű parochialis fundust, melyre azután az akkoriban legfényesebb paplakot építteté. 1825-ben az egyházmegye jegyzőűl és tanácsbiráúl választotta, midőn hét évig az Acta consistorialia jegyzőkönyvet vezette; 1834-ben esperessé lett. Bars, Torna, Zemplén és Komárom megyék táblabirája volt; a barsi egyházmegyében ő hozta be s használta legelőször a „nagytiszteletű" megszólítást. Családja nem lévén, szép könyvtárát, képgyűjteményét, 2400 forint alapítvánnyal (melynek kamatai jutalmúl tűzetnek ki a pápai tanuló ifjuság részére teológiai és bölcseleti kérdések megfejtéseért) a pápai főiskolára hagyta.

## Munkái
- Tisztelet oltárja, melyet hetedik Pius római pápa ő szentségének halhatatlanítására s a szenvedésekben és franczia fogságban kimutatott keresztény kegyességének s állhatatosságának örökösítésére a magyar hazában felállított. Pozsony, 1814. (Fischer István egri érseknek és Kámánházy László váczi püspöknek ajánlva. 2. kiadás, mely «sok hasznos és gyönyörűséges documentumokkal megbővíttetett.» Uo. 1815. Hozzá: a Tisztelet oltárjának Apologiája, melyet egy névtelennek vádjaira feleletűl irt s világ elejbe bocsátott Peli Nagy András. 3. kiadás. Uo. 1817.)
- Sanctissimi domini Pii divina providentia pape septimi allocutio ad sanctae romanae ecclesiae cardinales habita, die 16. martii 1808. in congregatione consistoriali. Uo. 1815.
- Epinicium immortalibus. Francisci secundi… Viennae, 1817.
- Epomelos emin. s. r. e. cardinali dno comiti Gabrieli a Severoli nuncio apostolico et distinctissimo profundissimoque venerationis cultu dicatum Viennae primo mense anni 1817. Posonii.

Kéziratban: Egyházi beszédek és Acta consistorialia congregationum generalium et particularium ven. tract. ref. Barsiensis stylo notariali adornata ab anno 1825. (Tartalma magyar.)